# HMS Princess Royal (1911)
A HMS Princess Royal (Királyi Hercegnő) volt a Lion osztályú csatacirkálók közül a második hajó. Az osztályt a háború előtt tervezték, a német Moltke-osztályú csatacirkálókra válaszul. Az előző Indfatigable osztályú hajókhoz képest komolyan javult a sebesség, a fegyverzet és a páncél. A hajó neve hercegnőt jelent, mely cím az uralkodó legidősebb lányát illette.
Az 1911-ben vízre bocsátott Princess Royal a háború kitörése után egy hónappal már az első helgolandi csatában harcolt. Később a Karibi-térségbe vezényelték, hogy megakadályozza a német Kelet-ázsiai Hajóraj áthaladását a Panama-csatornán. Miután a német hajók 1914 decemberében elsüllyedtek a falklandi csatában, a csatacirkáló visszatért Európába. Részt vett a doggerbanki csatában, ahol csak néhány találatot ért el, viszont az egyik gránátja megbénította a Blücher német páncélos cirkálót. Ezután az 1. Csatacirkáló Köteléknek lett a zászlóshajója, Osmond Brock parancsnoksága alatt. A jütlandi csatában kisebb sérüléseket szenvedett, másfél hónap alatt ki tudták javítani. A csata után a második helgolandi ütközetet kivéve eseménytelen észak-tengeri őrjáratokban vett részt. 1920-ban tartalékba helyezték, majd a washingtoni haditengerészeti szerződés szerint 1922-ben szétbontották.

## Konstrukció

### Tervezés

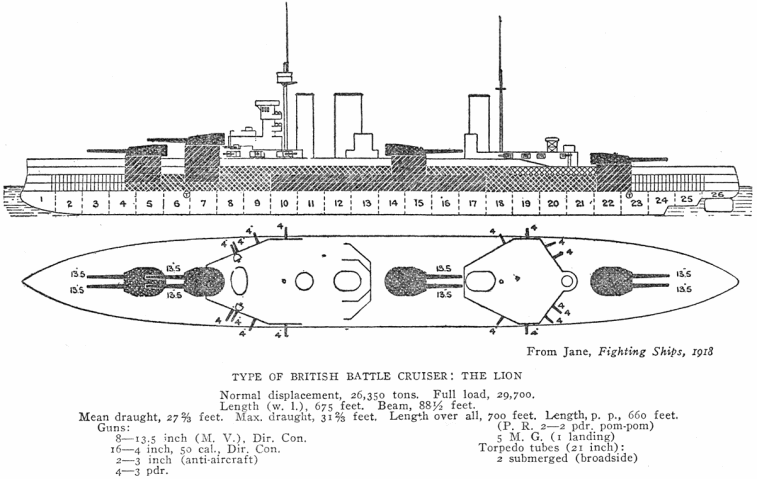
HMS Princess Royal

A Lion osztályú csatacirkálókat, ahogy a flottánál nevezték „Remek Macskák”, Philips Watts a hadihajó-építés igazgatója tervezte. A hajóknak a kiváló Moltke osztályú csatacirkálókat kellett felülmúlniuk. Az Indefatigable osztályhoz képest növelték a sebességet, jelentősen a védelmet és fegyverzetet is. Ezzel a hajók a kor legnagyobb hadihajóivá váltak. A Princess Royal a Vickers Barrow- in-Furness-i üzemében készült. A hajó osztály eredetileg négy hajóból állt volna. A Lion és a Princess Royal az 1909-es programban épült meg, míg az osztály harmadik cirkálójának tervezett Queen Mary az 1910-es program során valósult meg. A Queen Mary társainál kissé nagyobb volt és módosított 13,5 hüvelykes lövegekkel volt fel szerelve, ezért féltestvérnek tekinthető. Osztály negyedik tagja a tervek szerint a HMS Tiger lett volna, de építés közben jelentősen áttervezték, a főtüzérséget előnyösebben helyezték el, ezért ez is csak féltestvérnek tekinthető. E négy hajót nevezték a flottánál a „Remek Macskáknak”.

## Általános jellemzők
A hajó teljes hossza 213,4 méter, legnagyobb szélessége 27 méter, tervezet merülése teljes terhelésnél 9,9 méter. A hajó normál vízkiszorítása 26 270 angol tonna (26 690 metrikus tonna), teljesen feltöltve 30 820 angol tonna (31 310 metrikus tonna), ezzel a Lion osztály több mint 800 tonnával többet nyomtak az előző hajóknál. A metacentrikus magassága a hajónak terhelés alatt 1,8 méter volt.

## Hajtóművek
A Princess Royal-t két páros Parsons közvetlen hajtású gőzturbina hajtotta meg, melyeket két különálló turbina teremben helyeztek el. A turbinákhoz szükséges gőzt 42 Yarrowlarge vízcsöves kazán állította elő, 7 kazánházban. A hajó szénraktáraiban maximálisan 3600 t szén fért el, ezen felül további 1153 t fűtőolajat raktároztak. A fűtőolajat a szénre permetezték, növelve az égés sebességét. A hajót négy hajócsavarral szerelték fel. Minden turbina állt egy nagynyomású előre- és hátrameneti fokozattal a külső csavartengelyen és egy alacsony nyomású előre- és hátrameneti fokozattal a belső tengelyen. A tervezett teljesítmény 70 000 lóerő (52 199 kW) volt, amely teljesítmény alatt a tervek szerint 28 csomós (52 km/h) sebességet kellett elérnie a cirkálónak. Az 1912 szeptemberében elkezdett tengeri tesztjei során a Princess Royal 78 803 lóerő (58 763 kW) mellett 28,5 csomós (52,8 km/h) sebességet ért el. A maximális teljesítmény tesztekre 1913 júliusában került sor. A csatacirkáló 96 238 lóerős (71.765 kW) teljesítmény mellett 27,97 csomós (51,80 km/h) sebességet ért el, szokatlanul nagy, 29 660 hosszú tonnás (30 140 t) terhelés mellett. A hajó gazdaságos 10 csomós sebességgel 5600 tengeri mérföldet (10 390 km) tudott megtenni. Két darab kormánnyal volt felszerelve, akárcsak az előző hajóosztály.

## Fegyverzet
Princess Royal fő fegyvere nyolc darab BL 13,5 hüvelykes (34,3 cm) MK VL ágyú volt, melyek négy darab MK2 típusú ikerlöveges hidraulikus működtetésű tornyokban kaptak helyet. Az ágyúk maximális lőtávolsága 20 fokos emelkedési szög esetén 24 000 yard (21 945 méter) volt, percenként körülbelül 2 lövést tudott leadni. A tornyokat a hajó középvonalában helyezték el. Kettőt az orr-részen, melyekből a kéményhez közelebbit megemelték. Egyet a második és harmadik kémény között, az utolsót meg a tatnál. A tornyok jelölése az orrtól kiindulva A, B, Q és X volt. Másodlagos fegyverzet 16 darab BL 4 hüvelykes MK VII löveg alkotta, ezeknek az ágyúknak a többségét a felépítményben kazamatákban helyezték el. Két ágyút a fedélzetre szereltek az elülső kazamata ágyúk felé, ezek a lövegek 1913-14-ben lövegpajzsot kaptak, hogy a kezelőszemélyzetet jobban védjék az ellenséges tűztől. Ezek a fegyverek a 31 font tömegű gránátokat 12 000 yardra (10 936 méter) tudta kilőni. A Csatacirkáló légvédelmi fegyverzet nélkül épült, de 1914 októberében egy QF 6 fontos Hotchkiss ágyúval szereltek fel, mely magas szögben tudod tüzelni. A 6 Font (2,7 kg) tömegű gránátot 1765 láb/s (538 m/s) kezdősebességgel max. 10 000 lábra (3000 méter) tudta kilőni, de hatótávolsága mindössze 3600 láb (1100 méter) volt. Ennek az ágyúnak a maximális tűzgyorsasága 20 lövés percenként. 1915-ben egy QF 3 hüvelykes 20 cwt légvédelmi ágyút kapott, melynek legnagyobb emelkedése 90 fok volt. Ez a fegyver a 12,5 Font (5,7 kg) tömegű gránátokat 2500 láb/s (760 m/s) kezdősebességgel percenkénti 12-14 lövéssel maximálisan 23 500 lábra (7200 m) tudta juttatni. A cirkáló fel volt még szerelve két darab 21 hüvelykes MK II torpedóvetővel volt felszerelve az ’A’ torony előtt.
A Lion osztály építésének idejében a központosított tűzvezérlés még gyerekcipőben járt. Akkoriban minden ágyú helyileg célzott és lőtt. A cél viszont az volt, hogy koncentrálni tudják a hajó tüzét, a főtüzérség összes ágyújának a célzását a tűzvezető tiszt ellenőrzése alá kerül, aki az irányzó toronyban (Director) foglalt helyet. A Lion osztály egy MK3 Dreyer-asztallal és Dreyer–Elphinstone-órával volt felszerelve. A cirkálók 9 láb bázistávolságú Barr & Stroud koincidenciális távmérővel volt felszerelve. A cél hajóról az adatokat a főárbocon elhelyezett Megfigyelő Állásban határozták meg. A cél hajó távolságát, irányát, iránylatát és sebességét az Adattovábbító Központba küldték. Itt a lőtávot és az előretartást kiszámolták a Dreyer asztal segítségével és a tűzvezető állásba továbbították, ahol a tüzér tiszt meghatározta a torony-elfordítást, csőemelkedés mértékét és egy óra szerkezeten megjelenítették a tornyokban. A lövegtoronyban lévő tüzéreknek csak annyi volt a feladatuk, a löveget úgy állítsák be, hogy az órán a két mutató fedje egymást („Kövesd a mutatót!”). Ezután a tűzkészséget jelentették és a tüzér tiszt parancsára elsütötték az ágyúkat. Hosszas vita utána a Királyi Haditengerészet 1913-ban elfogadta, hogy a flotta nagy hadihajóin rendszeresítik a központi tűzvezetést. A Lion osztály-t 1915 közepétől 1916 májusáig szerelték fel központosított tűzvezetéssel.
1918 elején a Princess Royal Q és X tornyára katapultokat szereltek fel ahonnan Sopwith Pup és Sopwith 1 1/2 Stutter repülőgépek szállhattak fel. A Pup célja a német Zeppelinek lelövése volt míg a 1 1/2 Strutter feladata a hajó tüzérségének a tűzhelyesbítése és a felderítés volt.
Páncélzat
Bár az Invincible-höz és az Indefatigable-höz képest jelentősen erősebb volt a páncélzata a Princess Royal-nak, nagy kaliberű lövedékkel szemben még mindig gyengén védett volt. Azonban ez a páncélzat elégséges volt a cirkáló számára amennyiben a tervezett eredeti szerepkörében vetették be. A csatacirkálók feladata nem ellenséges nehézegységekkel való csatározás volt, hanem az ellenség portyázó cirkálói/segédcirkálói voltak. Már a korban egyes szakértők biztos vették, hogy a flották parancsnokai a csatacirkálókat a nehéz fegyverzetük miatt a csatasorba fogják állítani, így korlátozva a szabadságukat és kiteszik őket nehéz egységek tüzének. A történelem kínosan bizonyította ezt.
A Princess Royal a vízvonalnál a fő övpáncél 9 hüvelykes (229 mm) Krupp cementált páncélból állt a hajó közepén, ez a végei felé 4 hüvelykesre (101 mm) csökkent, viszont a far és az orr semmilyen páncélzatot nem kapott. A fő páncélöv felett a hajó páncélja maximum 6 hüvelyk (152 mm) volt ugyanolyan hosszan mint a fő páncélöv. A két vége fele az A és X lövegtornyok alatt 5 hüvelykesre (127 mm) csökkent a páncél. A lövegtornyokat és a barbettákat 8-9 hüvelyk (203–299 mm) vastag páncél fedte, kivéve a lövegtornyok tetejét amelyeket csak 2,5- 3,25 hüvelykes (64–83 mm). A fedélzetet nikkel acél páncél borította 1-25, hüvelyk (25–64 mm) vastagságban. A torpedóvédő válaszfalakat 2,5 hüvelykes (64 mm) készítették. A lőporraktárakat szintén 2,5 hüvelykes páncélzat védte. A hajó legvastagabb páncélja a parancsnoki toronynál és a kommunikációs csővezetékeknél volt ahol 10 hüvelykes (254 mm) páncél védte. A jütlandi csata után a hajókat 1 hüvelykes plusz páncéllal látták a fedélzeten, lőszerraktáraknál és a tornyok tetejénél, ez körülbelül 100 tonna plusz súlyt jelentett.

## Szolgálat

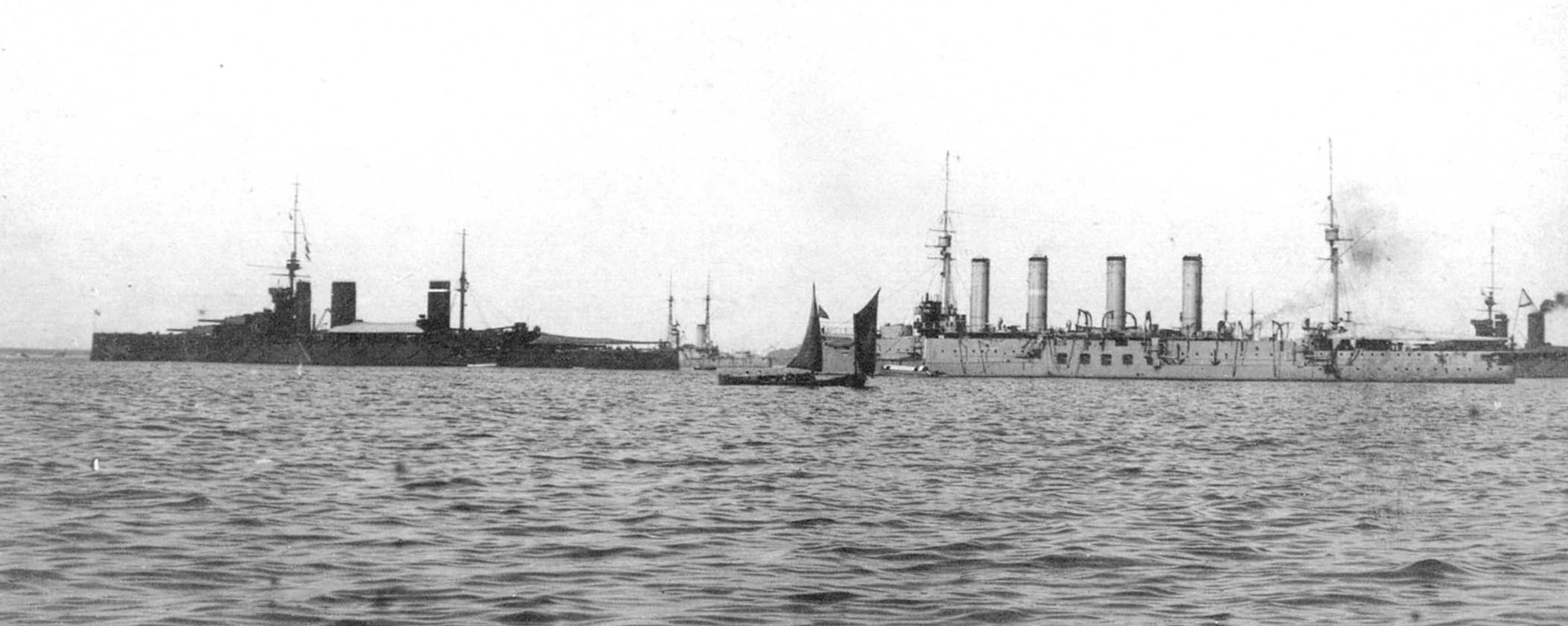
A Princess Royal és a Queen Mary Oroszországban

A Princess Royal gerincfektetésére 1910. május 2-án került sor a Vickers barrow-in-furrnessi hajógyárában. Vízre bocsátást Lujza brit királyi hercegnő jelenlétében 1911. április 29-én került sor. A Királyi Haditengerészet 1912. november 14-én állította szolgálatba a csatacirkálót. A hajó 1 955 922 fontba és a fegyverzet további 120 300 fontba került az Egyesült Királyságnak. Szolgálatba állítás után a Princess Royal az 1. Cirkálórajhoz csatlakozott, amelyet 1913 januárjában át neveztek 1. Csatacirkálórajnak. Március 1-jétől Beatty ellentengernagy vette át a parancsnokságot az egység felett. A kötelék 1914 februárjában Brestbe látogatott, majd júniusban Oroszországba hajóztak.

### Első világháború
A Princess Royalt első akciójára 1914. augusztus 28-án került sor az első helgolandi ütközet során. A csatacirkáló Beatty fedező erői közé tartozott, melyek eredeti feladata a brit cirkálók és rombolók védelme volt esetlegesen kifutó német Nyílttengeri Flotta erőitől. 11:35-kor angol könnyű cirkálók még nem hagyták a csatahelyszínét és félő volt, hogy a dagály már lehetővé teszi a német csatahajóknak a Jade torkolaton való átkelést. A brit tisztek téves jelentései miatt úgy tűnt, hogy a már a közelben járnak a német nehézegységek, ezért Beatty úgy döntött, hogy csatacirkálóival teljes gőzzel délnek a csata helyszíne felé fordul. A brit Arethusa cirkáló a csata során már súlyos sérüléseket szerzett, mozgásképtelenné vált és két német cirkáló, az SMS Cöln és Strassbourg szorongatta, mikor 12:37-kor be futott Beatty a csatacirkálóival. Ugyan a ködben a Stassbourg-nak sikerült elmenekülni, a Cöln-nek nem volt ilyen szerencséje, hamarosan megbénult a brit hajók tüzétől. Az azonnali süllyedéstől a SMS Ariadne feltűnése mentette meg, Beattyt meglepte a német hajó feltűnése és azonnal áthelyezte a tüzet az Ariadne-ra. Kevesebb mint 6000 méterről 3 sortüzet lőtt ki a Lion és a Princess Royal a német kiscirkálóra. Tűzök következtében ugyan a német hajó kigyulladt de sikerül arrébb vánszorognia. Megmenteni nem tudták, később német egységek vették fedélzetére a személyzetet. Ezután Beatty 13 óra után nem sokkal igen közelről 3 km-ről elsüllyesztette a Cöln-t. A személyzetet az angolok magukra hagyták.
A Princess Royal-t szeptemberben leválasztották az 1. csatacirkálórajról és a kanadai csapatszállító konvojok védelmére rendelték. Az Atlanti-óceánon való átkelés közben félő volt, hogy német kalózhajók fogják megtámadni a konvojokat. A csatacirkálókat eredetileg pont arra tervezték, hogy az ilyen német gyors utasszállító hajókból átalakított fosztogató hajókat elkapják és elsüllyesszék. Októberben a Princess Royal-t visszahelyezték az 1. Csatacirkálórajba, azonban túl sokáig nem időzött az Egyesült Királyságban. 1914. november 1-jén a német Kelet-ázsiai Hajóraj Maxillian von Spee altengernagy vezetésével, Coronelnél Sir Christopher Craddock cirkálóit elsüllyesztette. 1812 óta ez volt az első brit tengeri csatavesztés, ez az Admiralitást cselekvésre késztette. A Invincible és a Inflexible csatacirkálókat több más cirkálóval együtt Falkland-szigetekhez küldték, a Princess Royal-t meg a Karib-térségbe küldték arra az esetre ha a német páncélos cirkálók a Panama-csatornán kelnének át az Atlanti-óceánra. A hajó november közepén érkezett Halifaxba, majd New York érintésével a jamaicai Kingstonba hajózott. December 7-én a falklandi csatában a német hajók elsüllyedtek, így a Princess Royal-t december 19-én visszavezényelték az Európai színtérre.

### A doggerbanki csata

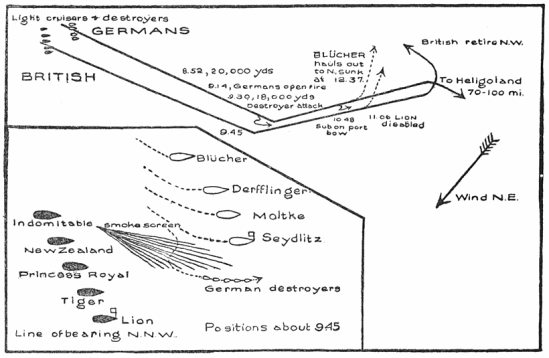
A csata főbb mozzanatai

1915. január 23-án a német Első Felderítő Csoport harcképes csatacirkálói (Seydlitz, Moltke, Derfflinger és a Blücher páncélos cirkáló) Franz von Hipper ellentengernagy vezetése alatt kifutottak a Dogger-pad felé azzal a céllal, hogy a feltételezett halászhajóknak álcázott brit kémhajókat semlegesítsék. A britek az előző év során megszerzett német kódkönyveknek köszönhetően olvasni tudták a német rádióadásokat, ezért a német csatacirkálók elfogására Beatty öt csatacirkálóját (Lion, Tiger, Princess Royal, New Zealand, Indomitable) és a Goodenough kiscirkálót küldték. Az első kapcsolatra 24-én 07:20-kor került sor, amikor a brit Arethusa cirkáló észrevette a német Kolberg cirkálót és kölcsönösen tüzet nyitottak egymásra, kisebb sérüléseket okozva. Az elővédjét alkotó hajók és az ellenséges rádióadások megfigyeléséből Hipper a Seydlitz fedélzetén arra a következtetésre jutott, hogy angol nehéz egységek tartanak felé, ezért 07:35-kor hajóival csaknem 180 fokos fordulatot téve 20 csomós (37 km/h) sebességgel dél felé, hazaindult. A német ellentengernagy azt hitte brit csatahajók üldözik, ezért nem sietett, még a Blücher páncélos cirkáló 24,2 csomós sebessége is elég volt arra, hogy lehagyja a briteket. Mikor Hipper felfedezte, hogy az angol csatacirkálókkal áll szemben, azonnal teljes sebességet rendelt el. Ugyan Beattynek nem sikerült a németek és azok bázisai közé kerülni, hajói nagyobb sebességével esély nyílt azok utolérésére. 08:52-kor a Lion és a Blücher között a távolság 18,5 km-re csökkent és Beatty elrendelte a bemérő tüzelést. A német hajókat saját kéményfüstjük zavarta a célzásban ezért csak 9 óra után majd 10 perccel kezdték meg a tüzelést. A német hajók tüzüket a brit zászlóshajóra, a Lion-ra koncentrálták. 09:28-kor a Blücher-nek sikerült a Lion A jelű lövegtornyát eltalálni. 09:35-re a New Zealand is lőtávolba ért és pár perccel később Beatty üzent a csatacirkálóinak: „Minden hajó a megfelelő ellenséges hajót támadja.”. E parancs szerint a brit csatasorban haladó csatacirkálók a német sorban ugyanazon a helyen haladó csatacirkálót kellett megtámadniuk. A Lion a Seydlitz-et, a Tiger a Moltke-t, a Princess Royal a Derfflinger-t, a New Zealand pedig a Blücher-t kellett volna, hogy lőjék. Az Indomitable alacsony sebessége miatt lemaradt a többiektől. A Tiger parancsnoka azonban azt hitte valamennyi angol csatacirkáló részt vesz az ütközetben, ezért tüzét a német zászlóshajóra zúdította. A brit csatasorban egy hajóval több volt mint a németeknél ezért ilyenkor a szokás szerint a plusz tűzerőt az ellenség vezérhajójára irányítják. Mivel az Indomitable nem vett részt az összecsapásban a Tiger kivételével a többi hajó a neki megfelelő helyen hajózó német páncélost lőtték, így a Moltke-t nem támadta senki. Ellenség tüzétől nem zavartatva a Seydlitz-cel és a Derfflinger-rel együtt a Lion-ra koncentrálták tüzüket. 09:45-kor a Lion egyik gránátja a Seydlitz D lövegtornyának a barbettáját eltalálta, ennek következtében az átrakodó helyiségben tárolt lőpor begyulladt és a menekülő kezelőszemélyzet miatt a C lövegtoronnyal együtt kiégett. A csatacirkáló tüzérparancsnoka azt hitte, hogy hamarosan el fognak süllyedni ezért növelte a cirkáló tűzgyorsaságát, 10 másodpercenként adtak le egy fél sortüzet. 10 óra után a Princess Royal egyik gránátja el találta a Blücher-t és a páncélzatán áthatolva az egyik kazánházban robbant. A Blücher sebessége lecsökkent 17 csomóra és egyre jobban lemaradt a többi német hajótól. 10 óra körül egy gránát eltalálta a Lion-t, húsz perc alatt több mint egy tucat nehéz gránát találta el. Több a vízvonal alatt érte, megsérültek a kazánjai, egy lövedék miatt az áramfejlesztői is felmondták a szolgálatot. Az A lövegtorony lőszerraktárra kigyulladt, csodával határos módon nem robbant fel. Az áram nélkül maradt, lelassult, balra dőlt zászlóshajó kénytelen volt kiválni a sorból. Hipper látva, hogy a súlyosan sérült Blücher-t megmenteni nem lehet, sorsára hagyta és megmaradt hajóival, lehető legnagyobb sebességgel próbált elmenekülni. Beatty az erősen sérült Lion fedélzetén próbálta irányítása alatt tartani az eseményeket. Az Indomitable-t utasította, hogy süllyessze el a Blücher-t, míg maradék csatacirkálóit a többi német hajó üldözésére akarta küldeni. Ám 11 óra körül észlelt periszkóp miatt kezdtek eltávolodni, ezért zászlón próbált jelezni a többi hajónak. Rosszul értelmezett zászlóutasítások miatt a brit csatacirkálók felhagytak a német csatacirkálók üldözésével és mindannyian a Blücher felé fordultak.

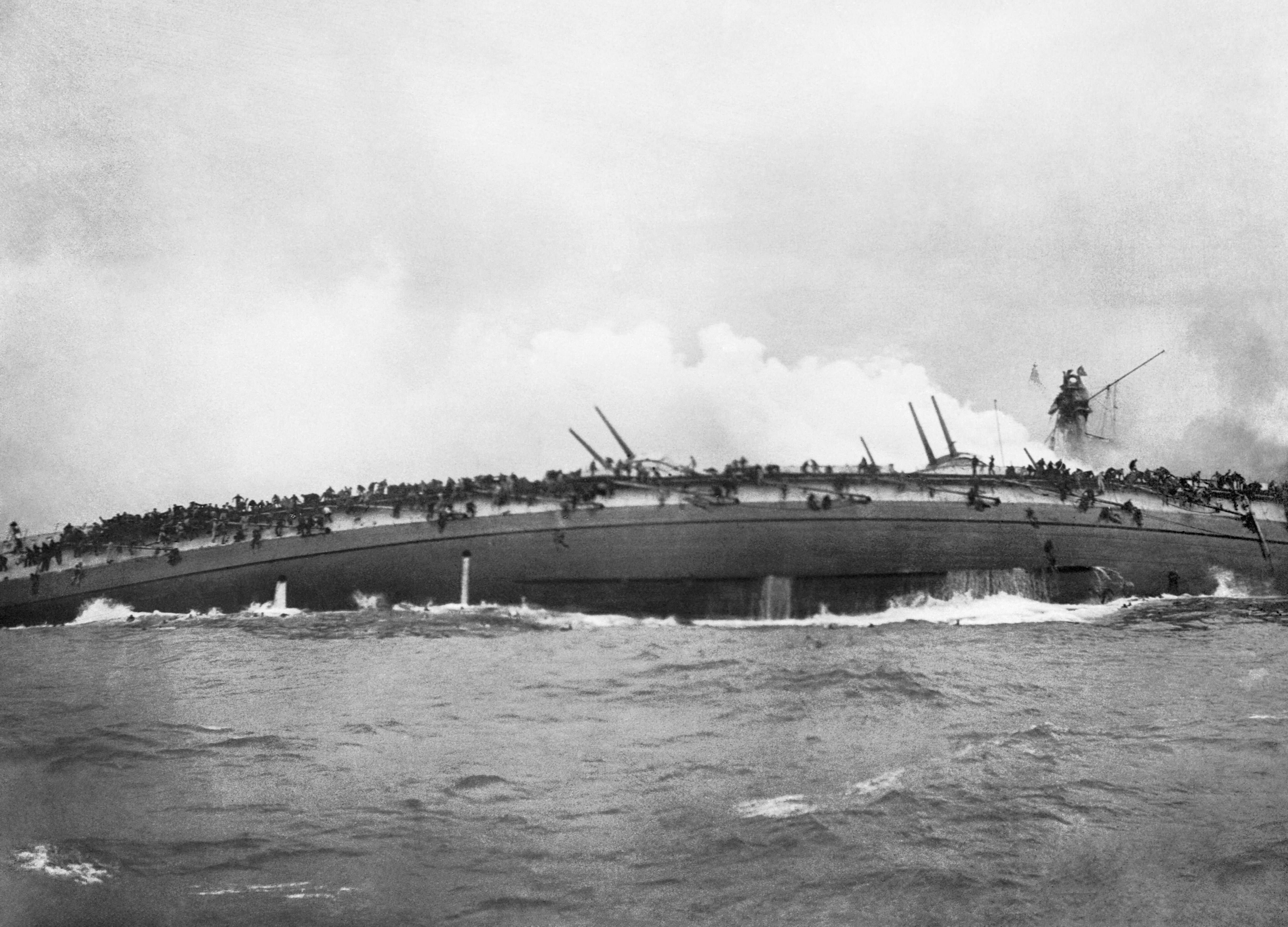
A SMS Blücher süllyedése

Beatty már túl messze volt attól, hogy zászlón jelezni tudjon a többi hajónak ezért a HMS Attack rombolót küldte el 11:50-kor. A romboló nem sokkal a Blücher elsüllyedése után érte utol a csatacirkálókat, de már túl sok időt elvesztegettek a páncélos cirkálóra, a Hipper csatacirkálóinak sikerült elmenekülnie. A britek elkezdték a Blücher túlélőinek a mentését, de egy német léghajó megtámadása miatt (mely angol hajónak nézte a süllyedő Blücher-t) felhagytak vele. A britek még 13,5 hüvelykes ágyúval is tüzet nyitottak a léghajóra, eredmény nélkül. A csata során Princess Royal egy gránátja találta el a Derfflinger-t, de csak két páncél lemez sérült meg és a szénraktárban került egy kevés víz. A Blücher-t legalább kétszer találta el, beleértve azt a találatot is amely mozgásképtelené tette. Összesen 271 343 mm-es gránátot lőtt ki 0,7%-os találati aránnyal. A Lion 243 lövéséből 4 találta el a német hajókat, 1,6%-os találati arányt elérve. A Princess Royal nem szenvedett sérülést az ütközet alatt.

### Jütlandi csata

A Jütland-i csata

A Princess Royal következő nagy akciójára 1916. május 31-én került sor a jütlandi csata során. A németek terve szerint csatára kényszerítik a Royal Navy egyes egységeit, helyi túlerejűkkel legyőzik őket, így lefaragva a brit számbeli fölényből. Az angolok a megfejtett német rádióadásoknak köszönhetően ezúttal is tudtak a német flotta tevékenységéről, de kisebb tévedések miatt nem tudtak arról, hogy a Nyílttengeri Flotta is kifutott. A Princess Royal Osmond Brock ellentengernagy vezetése alatt mint az 1. Csatacirkálóraj zászlóshajójaként futott ki.
 A két flotta első találkozására 15:23-kor került sor mikor Beatty füstöt észlelt és felé fordulva Hipper 1. Felderítő csoportjának csatacirkálóiba botlott. 15:48-kor a Lion kezdte meg a tüzelést 18 kilométeres távolságból a Lützow-ra, a németek többé-kevésbé ugyanekkor nyitottak tüzet az angol csatacirkálókra. Kezdetben mindkét oldal túl becsülte a távolságot és az összes gránát mellé ment. A németek lőtték be hamarabb a helyes távolságot és 15:58-kor két 30,5 cm-es gránát csapódott a Princess Royal-ba. Az egyik gránát a B torony alatt a 152 mm-es főpáncélnál találta el, a páncélt átszakítva a tartalék szénraktárba robbant a belépési ponttól 1,5 méterre robbanva. A robbanás lefelé hatolva károsította a belső vízzáró válaszfalakat. E raktár a torony külső oldalán volt elhelyezve plusz védelemként a lőszerraktárnak, ez esetben a hajó megmenekülését biztosítva. A másik gránát is a 152 mm-es főpáncélt érte a híd környékén, a becsapódás ideiglenesen megszüntette a hajó központi tűzvezetését, melyet a B lövegtorony saját tűzvezető rendszerének kellett átvenni. 16:00-kor egy újabb 30,5 cm-es lövedék találta el a hajót oldalát szintén a B lövegtoronynál, a páncél és a felső fedélzet között áthatol a páncélzaton és a hajó belsejében 7 méter mélye robbant. Jelentős károkat okozott, ugyan a 229 mm-es barbetta páncél felfogta, kisebb tűz keletkezett melyben 8 tengerész meghalt, 38 megsebesült. 16:30-kor újabb találat érte a hajót a Q lövegtornyon, kiütve az egyik ágyút, a másik továbbra is tudott lőni.
16:15-kor a Princess Royal által kilőtt két 13,5 hüvelykes gránát eltalálta a Lützow-ot. Az első lövedék a két elülső torony környékén átütötte a felső fedélzetet és a hajó belsejében robbant, a második lövedék a főárboc vonalában találta el az övpáncélt a vízvonal alatt, ugyan erősen megrázkódót a hajó, de minimális károk keletkeztek. 16:36 és 41 között Hipper dél felé fordította hajóit, ez volt az úgynevezett „Menekülés dél felé”. Célja, hogy a brit csatacirkálókat a Nyílttengeri Flotta felé csalja. 16:49-kor a Princess Royal négy sortüzet lőtt ki a Regensberg páncélos cirkálóra, de nem ért el találatot. Közben Beatty a sérült Lion-ról nem tudott kapcsoltba lépni Jellioce tengernaggyal, ezért a Princess Royal-nak fény és zászlójelekkel jelzett, mely továbbította a főparancsnoknak.
17 órára a csata iránya megfordult, mikor Beatty észak felé fordult, hogy a Nagy Flotta elé csalogassa a németeket. Ez volt a „Futás észak felé” és ezzel lezárult a csata első fele.
17:05-kor a Princess Royal újra tüzet nyitott a Lützow-ra de pár perccel később már el is vesztette a füstben a célt.

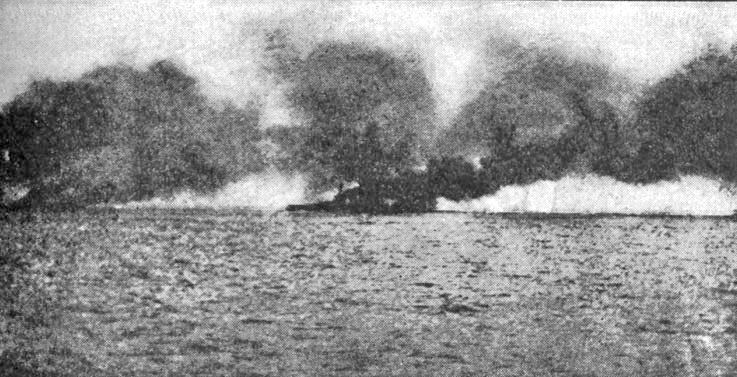
A találatot kapott Lion

Háromnegyed órával később a Lion-nal együtt újra megpillantották a Lützow-t és a rossz látási körülmények ellenére tüzet nyitottak rá. A Princess Royal egyik 34,3 cm-es gránátja mintegy 15 kilométeres távolságból eltalálta. A lövedék a felépítményt táján a 15 cm-es ágyúknál csapódott be nem kis károkat okozva. Nem sokkal később a német hajók újra eltűntek kivéve a sérült Weisbaden-t, a Princess Royal egy sortüzet lőtt rá, de az messze elkerülte a német hajót.
Fél hét előtt nem sokkal a cirkálót két találat érte a Markgraf csatahajótól, az egyik gránát a felépítményt a másodlagos tüzérségnél érte, megölve a kezelőszemélyzetet. Másik gránát az X torony vonalában a felső páncélövnél érte a hajót. A főfedélzetre behatolva robbant megölve a kárelhárító csoport tagjait. Ez a két találat 11 tengerészt megölt, 31 másikat megsebesített. A cirkáló 7 óra után többször tüzet nyitott a Derfflinger-re, de a füst miatt mindig eltűnt. 8 óra után a Princess Royal a Seydlitz-et lőtte, két találatot elérve. Az első találat a 4–es számú 15 cm-es ágyúnál érte, kiütve azt. A másik találat az hídnál érte a cirkálót, jelentősen rontva a hajó központi tüzérségének a hatékonyságát.
20:30-kor a Posen dreadnought megpillantotta és tüzet nyitott az 1. Csatacirkáló-rajra. A Princess Royal-t egy 28 cm-es gránát, az elülső árboc egyik merevítőjénél találta el, majd tovább haladva a vízben robbant. A Princess Royal még egy torpedót kilőtt a német csatasorra, találat nélkül. Ez volt az utolsó fegyver használata a Princess Royal-nak.
A hajón a csata során 22 ember meghalt, 81 megsérült, 230 13,5 hüvelykes gránátot lőtt ki. A harc után a cirkáló Portsmouth-ba került javításra július 10-ig, majd visszatért a Rosythba a csatacirkálókhoz.

### Jütland után
A Jütlandi csata után a Royal Navy folytatta a távoli blokádot Németországgal szemben. Ugyan a németek még párszor kifutottak, hogy konvojokat vagy angol parti városokat bombázzanak, de a két flotta nehézegységei között már nem került sor ütközetre.
A Princess Royal a második helgolandi csatában is részt vett a támogató erők tagja, de nem került lőtávolba német hajókkal szemben.
A csatacirkálót az 1918-as influenzajárvány súlyosan érintette akárcsak a Grand Fleet-et. Előfordult, hogy nem tudott kihajózni, mert nem volt elégséges számú egészséges személyzet.
A háború után a hajó az 1. Csatacirkálórajjal együtt a Scapa Flow-ban állomásozott, majd 1919 áprilisában a Atlanti Flottához került át. 1920-ban tartalékba helyezték és próbálták Chilének eladni, sikertelenül. 1922 decemberében eladták bontásra, hogy a Washingtoni Flotta Egyezmény tonnakorlátozásába beleférjenek. 1923. augusztus 23-án a Princess Royal utolsó útja során megérkezett a rosythi bontóba, ahol 1926-ig elbontották, az egykor oly hatalmas csatacirkálót.

## Fordítás
- Ez a szócikk részben vagy egészben  a   HMS_Princess_Royal_(1911)) című angol Wikipédia-szócikk ezen változatának fordításán alapul.  Az eredeti cikk szerkesztőit annak laptörténete sorolja fel. Ez a jelzés csupán a megfogalmazás eredetét és a szerzői jogokat jelzi, nem szolgál a cikkben szereplő információk forrásmegjelöléseként.